# Arundinella hookeri
Arundinella hookeri là một loài thực vật có hoa trong họ Hòa thảo. Loài này được Munro ex Keng mô tả khoa học đầu tiên năm 1936.